# Saint-Paër
Saint-Paër est une commune française située dans le département de la Seine-Maritime en région Normandie.

## Géographie

### Localisation
La commune fait partie de la Métropole Rouen Normandie.
| Blacqueville                  | Bouville   |                              |
| Épinay-sur-Duclair            | Saint-Paër | Villers-Écalles              |
| Sainte-Marguerite-sur-Duclair | Duclair    | Saint-Pierre-de-Varengeville |

### Hydrographie
La commune est située dans le bassin Seine-Normandie. Elle est drainée par l'Austreberthe,.
L'Austreberthe, d'une longueur de 18 km, prend sa source dans la commune de Sainte-Austreberthe et se jette  dans la Seine à Duclair, après avoir traversé sept communes. Les caractéristiques hydrologiques de l'Austreberthe sont données par la station hydrologique située sur la commune. Le débit moyen mensuel est de 1,73 m3/s. Le débit moyen journalier maximum est de 11,4 m3/s, atteint lors de la crue du 26 décembre 1999. Le débit instantané maximal est quant à lui de 18,7 m3/s, atteint le 11 mai 2000.

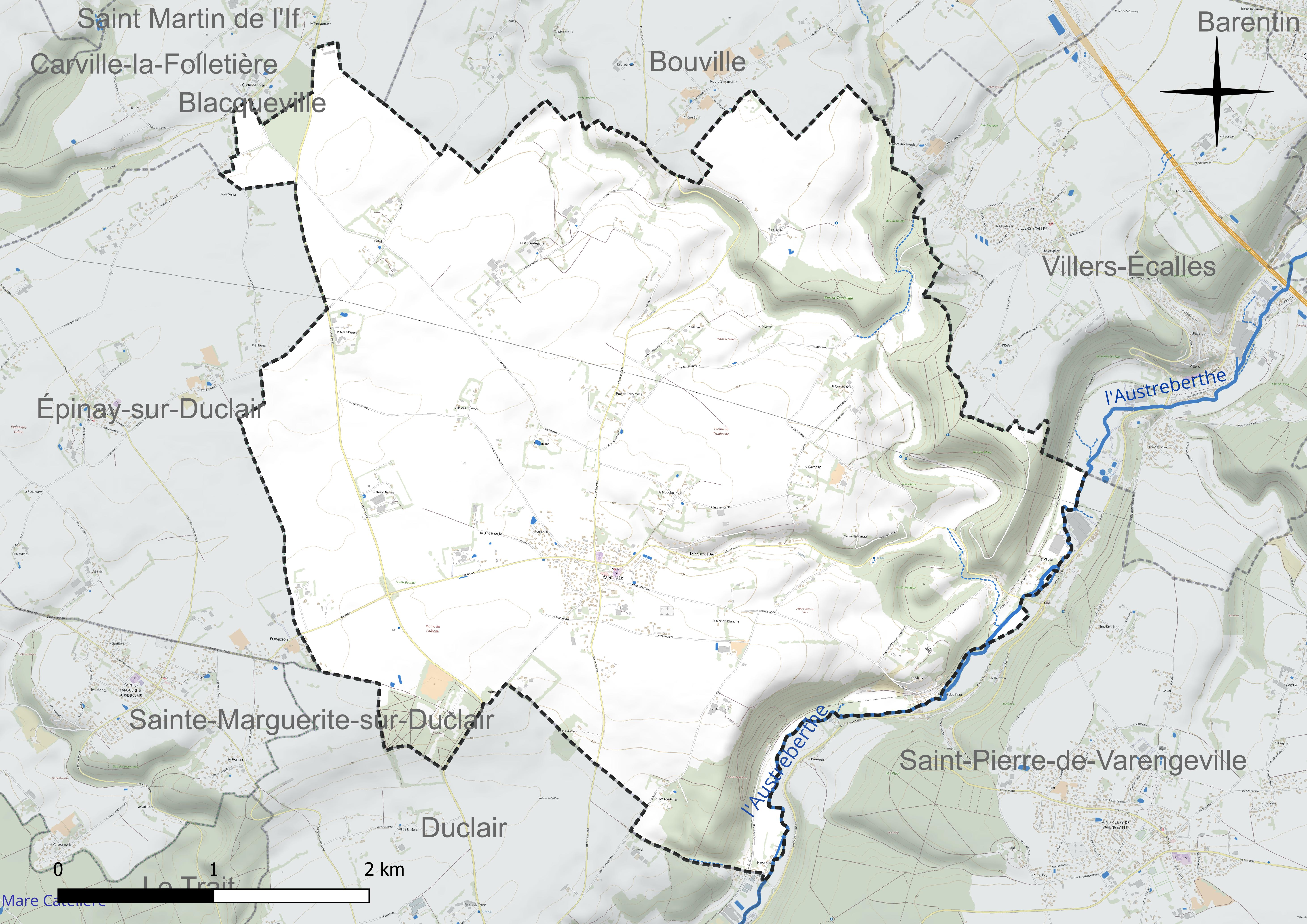
Réseau hydrographique de Saint-Paër.

### Climat
Pour des articles plus généraux, voir Climat de la Normandie et Climat de la Seine-Maritime.
En 2010, le climat de la commune est de type climat océanique altéré, selon une étude du CNRS s'appuyant sur une série de données couvrant la période 1971-2000. En 2020, Météo-France publie une typologie des climats de la France métropolitaine dans laquelle la commune est exposée à un climat océanique et est dans la région climatique Côtes de la Manche orientale, caractérisée par un faible ensoleillement (1 550 h/an) ; forte humidité de l’air (plus de 20 h/jour avec humidité relative > 80 % en hiver), vents forts fréquents. Parallèlement le GIEC normand, un groupe régional d’experts sur le climat, différencie quant à lui, dans une étude de 2020, trois grands types de climats pour la région Normandie, nuancés à une échelle plus fine par les facteurs géographiques locaux. La commune est, selon ce zonage, exposée à un « climat maritime », correspondant au Pays de Caux, frais, humide et pluvieux, légèrement plus frais que dans le Cotentin.
Pour la période 1971-2000, la température annuelle moyenne est de 10,4 °C, avec une amplitude thermique annuelle de 13,1 °C. Le cumul annuel moyen de précipitations est de 849 mm, avec 12,9 jours de précipitations en janvier et 8,5 jours en juillet. Pour la période 1991-2020, la température moyenne annuelle observée sur la station météorologique la plus proche, située sur la commune de Jumièges à 10 km à vol d'oiseau, est de 12,2 °C et le cumul annuel moyen de précipitations est de 843,5 mm,. Pour l'avenir, les paramètres climatiques de la commune estimés pour 2050 selon différents scénarios d’émission de gaz à effet de serre sont consultables sur un site dédié publié par Météo-France en novembre 2022.

### Milieux naturels et biodiversité
Saint-Paër fait partie du parc naturel régional des Boucles de la Seine normande.

## Urbanisme

### Typologie
Au 1er janvier 2024, Saint-Paër est catégorisée bourg rural, selon la nouvelle grille communale de densité à sept niveaux définie par l'Insee en 2022.
Elle est située hors unité urbaine. Par ailleurs la commune fait partie de l'aire d'attraction de Rouen, dont elle est une commune de la couronne,. Cette aire, qui regroupe 317 communes, est catégorisée dans les aires de 200 000 à moins de 700 000 habitants,.

### Occupation des sols
L'occupation des sols de la commune, telle qu'elle ressort de la base de données européenne d’occupation biophysique des sols Corine Land Cover (CLC), est marquée par l'importance des territoires agricoles (80,9 % en 2018), en diminution par rapport à 1990 (82,1 %). La répartition détaillée en 2018 est la suivante : 
terres arables (59,2 %), forêts (15,8 %), prairies (15,7 %), zones agricoles hétérogènes (6 %), zones urbanisées (2,8 %), zones industrielles ou commerciales et réseaux de communication (0,6 %). L'évolution de l’occupation des sols de la commune et de ses infrastructures peut être observée sur les différentes représentations cartographiques du territoire : la carte de Cassini (XVIIIe siècle), la carte d'état-major (1820-1866) et les cartes ou photos aériennes de l'IGN pour la période actuelle (1950 à aujourd'hui).

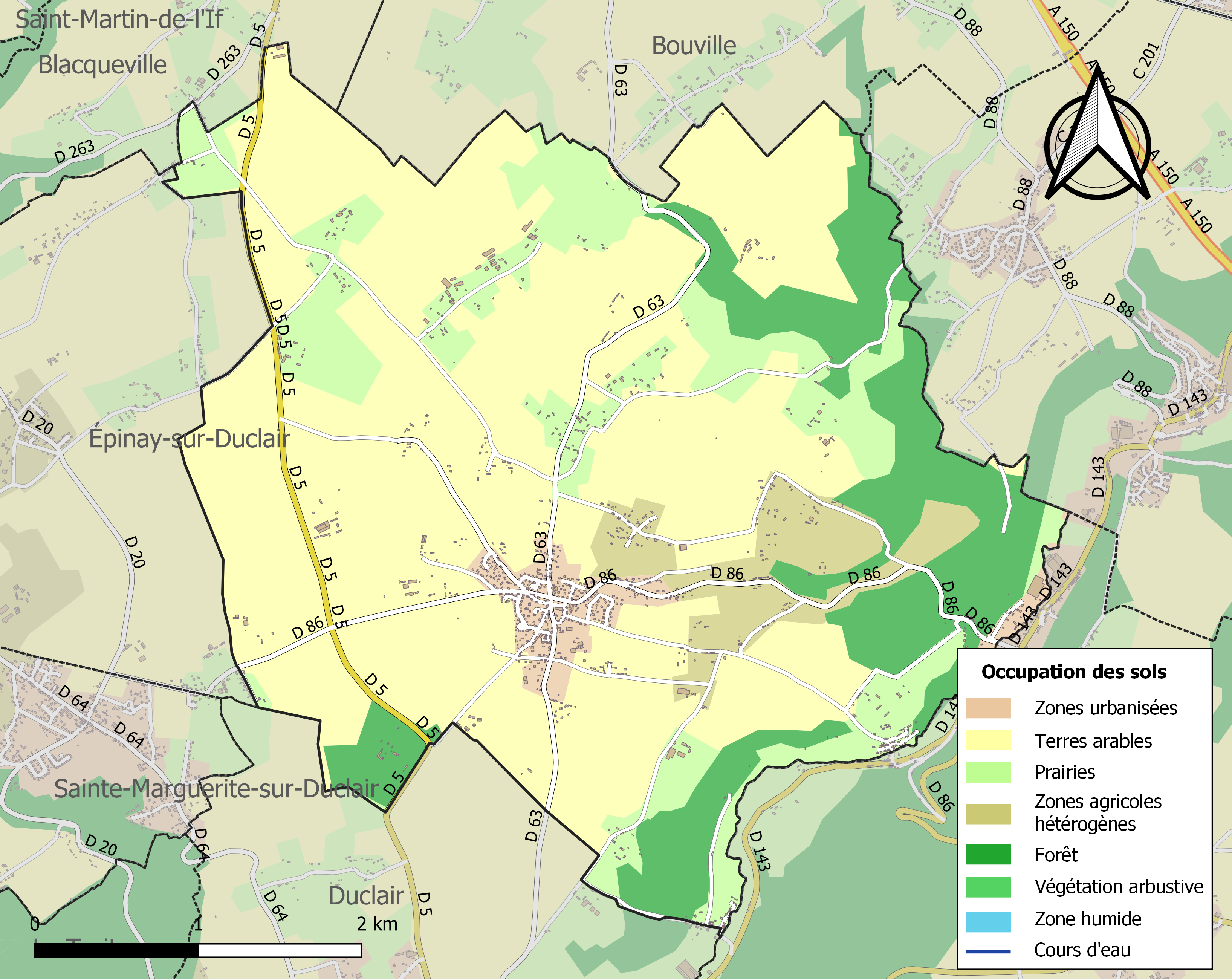
Carte des infrastructures et de l'occupation des sols de la commune en 2018 (CLC).

## Toponymie
L'hagiotoponyme Saint-Paër est attesté sous les formes Ecclesia parrochia Sancti Paterni de Trublevilla en 1312, Paroisse Saint Peer sur les Wis en 1311, Saint Paer sur les Viex en 1312, Saint Paer sur les Wys en 1336, Saint Paer sur les Wuis en 1346, Saint Peer sur les Wis en 1348, Saint Paers sur les Wis en 1390 et 1393, Saint Paer sur les Wys entre 1419 et 1464, Saint Paer sur les Vuyfs en 1468, Saint Paer sur les Wifz en 1493 et en 1525, Paroisse Saint Paix au XVIe siècle, Saint Paër en 1715.

La paroisse était dédiée à Paterne d'Avranches, nommé également Pair, évêque d'Avranches au VIe siècle.
L'Aulnay, l'ancienne commune rattachée à Saint-Paër en 1823 est attesté sous les formes Guazo de Alneiz XIe siècle, Hugo de Alneto 1138, apud Alnetum 1172, milites, Simon de Alneto, et Jocelinus de Alneto 1172, Walterius de Alneto début XIIIe siècle, Alnetum 1337, L'Aunoy 1431, Aulnay vers 1757.

L'Aulnay est un toponyme fréquent en France, indiquant un lieu plantés d'aulnes. On rencontre également Aunay et Launay, forme avec article accolé.

## Histoire
Au XIIe siècle, Saint-Paër désignait l'une des deux parties du bourg de Trubleville, et absorbe L'Aulnay et Les Vieux en 1823.
Le 11 mai 2000, la commune subit d'importantes inondations.

## Politique et administration
| Période                                  | Période                    | Identité                | Étiquette | Qualité                                     |
| ---------------------------------------- | -------------------------- | ----------------------- | --------- | ------------------------------------------- |
| Les données manquantes sont à compléter. |                            |                         |           |                                             |
| 1834                                     | 1840                       | Louis Aubin             |           |                                             |
| 1848                                     |                            | Baudouin                |           |                                             |
| 1852                                     | 1860                       | Florentin Cavé          |           |                                             |
|                                          | 1876                       | Alfred Lamer            |           | Manufacturier                               |
| 1895                                     | 1902                       | Lattelais               |           |                                             |
| 1921                                     | 1922                       | Alphonse Prosper Hémard |           | Cultivateur                                 |
| 1923                                     | 14 février 1928            | Max Baudoüin de Joigny  |           |                                             |
| 1928                                     | 1935                       | Paul Maurice            |           |                                             |
| 1935                                     | 1936                       | Marcel Bersoult         |           |                                             |
| 1948                                     | 1950                       | Daniel Gransire         |           |                                             |
| 1950                                     |                            | Marcel Duhamel          |           |                                             |
| 1960                                     |                            | Roger Pigache           |           |                                             |
| 1962                                     |                            | Duhamel                 |           |                                             |
| Les données manquantes sont à compléter. |                            |                         |           |                                             |
| 1983                                     | 1995                       | Gérard Ascola           |           |                                             |
| 1995                                     | 2001                       | Claude Bertoux          |           |                                             |
| mars 2001                                | En cours (au 10 août 2020) | Valère His              |           | Agriculteur Réélu pour le mandat 2020-2026, |

## Population et société

### Démographie
L'évolution du nombre d'habitants est connue à travers les recensements de la population effectués dans la commune depuis 1793. Pour les communes de moins de 10 000 habitants, une enquête de recensement portant sur toute la population est réalisée tous les cinq ans, les populations de référence des années intermédiaires étant quant à elles estimées par interpolation ou extrapolation. Pour la commune, le premier recensement exhaustif entrant dans le cadre du nouveau dispositif a été réalisé en 2004.

En 2022, la commune comptait 1 318 habitants, en évolution de −3,37 % par rapport à 2016 (Seine-Maritime : +0,35 %, France hors Mayotte : +2,11 %).
| 1793  | 1800  | 1806  | 1821  | 1831  | 1836  | 1841  | 1846  | 1851  |
| ----- | ----- | ----- | ----- | ----- | ----- | ----- | ----- | ----- |
| 1 205 | 1 200 | 1 190 | 1 121 | 1 339 | 1 300 | 1 358 | 1 230 | 1 151 |

| 1856  | 1861  | 1866  | 1872  | 1876 | 1881 | 1886 | 1891 | 1896 |
| ----- | ----- | ----- | ----- | ---- | ---- | ---- | ---- | ---- |
| 1 185 | 1 143 | 1 115 | 1 053 | 999  | 919  | 973  | 978  | 997  |

| 1901 | 1906 | 1911 | 1921 | 1926 | 1931 | 1936 | 1946 | 1954 |
| ---- | ---- | ---- | ---- | ---- | ---- | ---- | ---- | ---- |
| 983  | 987  | 931  | 901  | 840  | 860  | 862  | 936  | 933  |

| 1962 | 1968 | 1975 | 1982  | 1990  | 1999  | 2004  | 2006  | 2009  |
| ---- | ---- | ---- | ----- | ----- | ----- | ----- | ----- | ----- |
| 876  | 873  | 932  | 1 218 | 1 265 | 1 326 | 1 253 | 1 201 | 1 197 |

| 2014  | 2019  | 2022  | - | - | - | - | - | - |
| ----- | ----- | ----- | - | - | - | - | - | - |
| 1 353 | 1 311 | 1 318 | - | - | - | - | - | - |

### Cultes
Saint-Paër appartient à la paroisse catholique Saint-Philibert de Duclair – Boucles de Seine qui fait partie du doyenné Rouen-Ouest de l'archidiocèse de Rouen.

## Culture locale et patrimoine

### Lieux et monuments

#### Monument historique
La commune abrite un monument historique, le château de Launay, construit par Pierre-Robert Le Cornier de Cideville au début du XVIIIe siècle. Le château a été inscrit par arrêté du 2 février 1932 ; et le parc, avec les communs, a été inscrit par arrêté du 12 février 1948.

#### Autres monuments
- L'église Saint-Paër.
- La chapelle du château d'Aulnay, sous le vocable de la Sainte Vierge, de l'ancienne paroisse d'Aulnay, XVIe siècle, rebâtie au XVIIe siècle. « L'église primitive a été dédiée le 26 septembre 1267, par Eudes Rigaud, archevêque de Rouen, qui avait couché la veille à Monthiard chez le chevalier Richard »[30].
- Le manoir du Mesnil-Vasse.
- Le château des Vieux ou château du Bois-Guéroult, construit au XVIIe siècle sur l'emplacement de l'ancien château fort, et ancienne demeure des seigneurs des Vieux[31].
- Le monument aux morts dû à Maurice Ringot (1921)[32].

### Personnalités liées à la commune
- Henri Gadeau de Kerville (1858-1940) y avait créé un laboratoire de spéléobiologie en 1910.

## Pour approfondir